# 144 v. Chr.
Portal Geschichte | Portal Biografien | Aktuelle Ereignisse | Jahreskalender | Tagesartikel

◄ |
3. Jahrhundert v. Chr. |
2. Jahrhundert v. Chr. |
1. Jahrhundert v. Chr. |
►

◄ | 160er v. Chr. | 150er v. Chr. | 140er v. Chr. | 130er v. Chr. |
120er v. Chr. |
►

◄◄ | ◄ | 147 v. Chr. | 146 v. Chr. | 145 v. Chr. | 144 v. Chr. |
143 v. Chr. |
142 v. Chr. |
141 v. Chr. |
► |
►►
Staatsoberhäupter

## Ereignisse

### Politik und Weltgeschehen
- Der vierjährige Antiochos VI. wird nach dem Tod seines Vaters Alexander I. Balas von General Diodotos Tryphon zum Thronerben im Seleukidenreich bestimmt.

### Wissenschaft und Technik
- Bau der Aqua Marcia (ein Aquädukt) unter dem Prätor Quintus Marcius Rex aus dem Anienetal nach Rom

## Gestorben
- Aristarchos von Samothrake, griechischer Philologe und Direktor der Bibliothek von Alexandria (* um 216 v. Chr.)
- Ptolemaios VII., ägyptischer König (* um 162 v. Chr.)